# Helios Airways

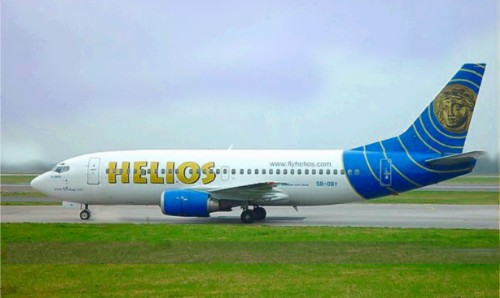
Boeing 737-300 авиакомпании Helios Airways на рулёжке в лондонском аэропорту Лутон, 2004 год

Helios Airways — бывшая бюджетная авиакомпания Кипра со штаб-квартирой в городе Ларнака, выполнявшая регулярные пассажирские перевозки между Кипром и аэропортами Европы. Главный транспортный узел (хаб) авиакомпании находился в Международном аэропорту Ларнака.
Helios Airways прекратила операционную деятельность 6 ноября 2006 года после того, как банковские счета авиакомпании были заморожены по распоряжению правительства страны.

## История
Helios Airways была создана 23 сентября 1998 года и стала первой частной авиакомпанией Кипра, принадлежавшей кипрской офшорной группе «TEA», специализирующейся на сдаче в операционный лизинг самолётов Boeing 737 авиакомпаниям по всему миру. 15 мая 2000 года выполнен первый чартерный рейс в лондонский аэропорт Гатвик. Первоначально Helios Airways работала только на чартерных перевозках, а с 5 апреля 2001 года ввела в полётное расписание и регулярные коммерческие маршруты. В 2004 году авиакомпания была приобретена холдинговой группой Libra Holidays, размещавшейся в городе Лимасол.
14 марта 2006 года руководством Helios Airways было заявлено о смене названия авиакомпании на αjet и ухода с рынка регулярных пассажирских перевозок. 30 октября того же года αjet объявила о прекращении всех перевозок в течение следующих девяноста дней, после чего правительство страны потребовало незамедлительным образом оплатить все долги, образовавшиеся в результате деятельности авиакомпании. Кроме того, частные кредиторы потребовали расчётов по заимствованиям в наличной форме с каждой операции и с каждого рейса, выполняемого αjet. После предъявления таких требований руководство авиакомпании заявило о полном прекращении всей деятельности с 31 октября 2006 года. Тем не менее, авиаперевозки продолжались и далее. 31 октября 2006 года веб-сайт компании опубликовал заявление руководства αjet о том, что правительство Кипра «незаконно задержало самолёт авиакомпании и заморозило её банковские счета», и что данные действия находятся «в прямом противоречии с выигранной апелляцией αjet в окружном суде и наносит существенный финансовый ущерб авиакомпании».
С 1 ноября 2006 года все полёты αjet были прекращены, а большинство рейсов авиакомпании были отданы ныне несуществующему чартерному авиаперевозчику XL Airways UK. Согласно комментариям управляющего холдинга Libra Holidays решение о закрытии авиакомпании было принято вследствие плохих финансовых результатов деятельности перевозчика и давления со стороны его кредиторов.

## Флот
По состоянию на конец операционной деятельности воздушный флот авиакомпании состоял из следующих самолётов:
- 2 × Boeing 737-800

### Выведенный из эксплуатации флот
В разное время авиакомпания эксплуатировала следующие типы самолётов:
- 1 × Airbus A319-112 (2005) — в лизинге из авиакомпании Lotus Air
- 1 × Boeing 737-300 (2004—2005)
- 1 × Boeing 737-400 (2000—2001)

## Авиапроисшествия и несчастные случаи
- 14 августа 2005 года. Самолёт Boeing 737-300, следовавший рейсом 522 Ларнака — Афины, разбился в горах неподалёку от селения Грамматика, в 40 километрах к северу от Афин. Погибли 115 пассажиров и 6 членов экипажа[7].